# Jakub Zadzik

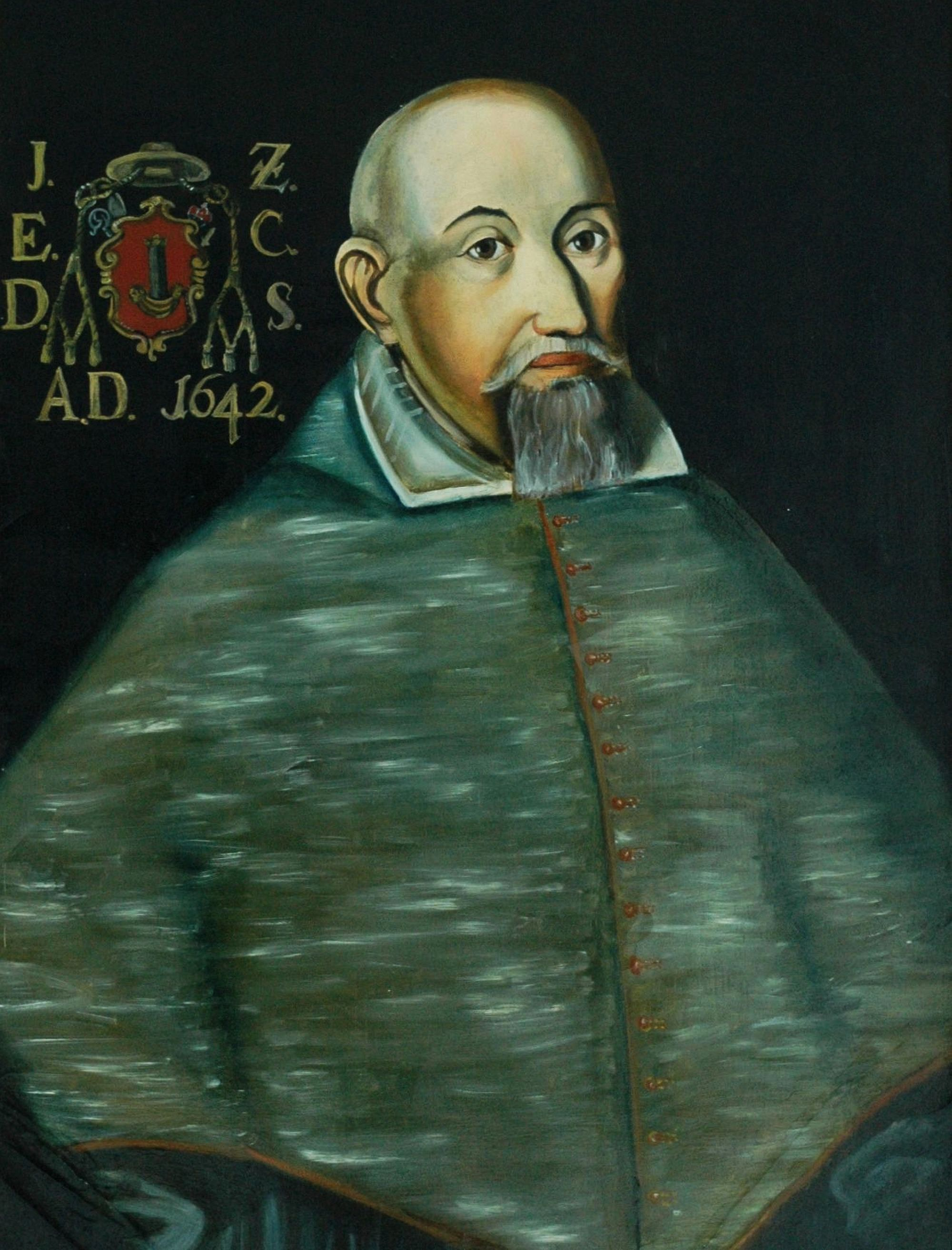
Bischof Jakub Zadzik

Jakub Zadzik (* 1582 in Drużbin; † 17. März 1642 in Bodzentyn) war Bischof von Kulm mit Sitz in Chełmża (ab 1624).

## Leben
Zudem war er vertretender Kanzler der polnischen Krone (ab 1627), Großkanzler (von 1628 bis 1635), Krakauer Bischof (ab 17. September 1635) sowie Angehöriger des Szlachta, Diplomat und Magnat Polen-Litauens.
Im Jahr 1626 versammelte er den Sejm in Toruń um Steuern für den Krieg gegen Schweden zu erheben und rief ein Komitee zur Reform der Militärkasse ins Leben. Daneben verhandelte er 1629 den Vertrag von Altmark, 1635 den Vertrag von Stuhmsdorf, der den Krieg mit Schweden beendete und den Ewigen Frieden von 1634 mit Russland, der den russisch-polnischen Krieg (von 1632 bis 1634) beendete.
Als hingebungsvoller Katholik war er ein Unterstützer der Gegenreformation. 1638 gelang es ihm eine sozinianische Rakówer Akademie zu schließen. Er befand sich oft in Gegnerschaft zu Władysław IV. Wasa, insbesondere hinsichtlich dessen Versuchen Ansprüche auf den schwedischen Thron geltend zu machen und die Kräfte der Monarchie durch militärische Aktionen zu stärken. Zadzik unterstützte den Bau des Krakauer Bischofspalastes in Kielce, der von 1637 bis 1641 dauerte und welcher nun ein Museum ist.